# Derek Hough
Derek Hough (Salt Lake City, 17 maggio 1985) è un ballerino, coreografo e attore statunitense, noto per aver partecipato, dal settembre 2007, a diverse stagioni di Dancing with the Stars, vincendone sei.

## Biografia
Hough cresce come quarto di cinque figli in una famiglia mormone a Sandy, nello Utah, un sobborgo di Salt Lake City. Figlio di Marianne e Bruce Hough, ha quattro sorelle: Sharee, Marabeth, Katherine e Julianne. Tutti i suoi nonni furono ballerini, e i suoi genitori si conobbero mentre frequentavano il corpo di ballo di un college nell'Idaho.
Quando Hough aveva 12 anni, i suoi genitori lo mandano a Londra per vivere e studiare con gli istruttori di danza Corky e Shirley Ballas. La sorella Julianne lo raggiunge pochi mesi dopo. Sebbene intenzionato a rimanervi un anno, Hough abita a Londra per dieci anni (Julianne per cinque). I Ballas introducono i due ragazzi e il loro proprio figlio, Mark Ballas, all'Italia Conti Academy of Theatre Arts dove ricevono un'istruzione nella musica, teatro, ginnastica e diverse tipologie di ballo, incluso jazz, balletto e tip-tap. I tre formano un trio denominato 2B1G ("2 Boys, 1 Girl") e si esibiscono in gare di ballo in Regno Unito e negli Stati Uniti.
Tempo dopo, Hough diviene egli stesso insegnante all'Italia Conti Academy of Theatre Arts.

## Carriera da ballerino

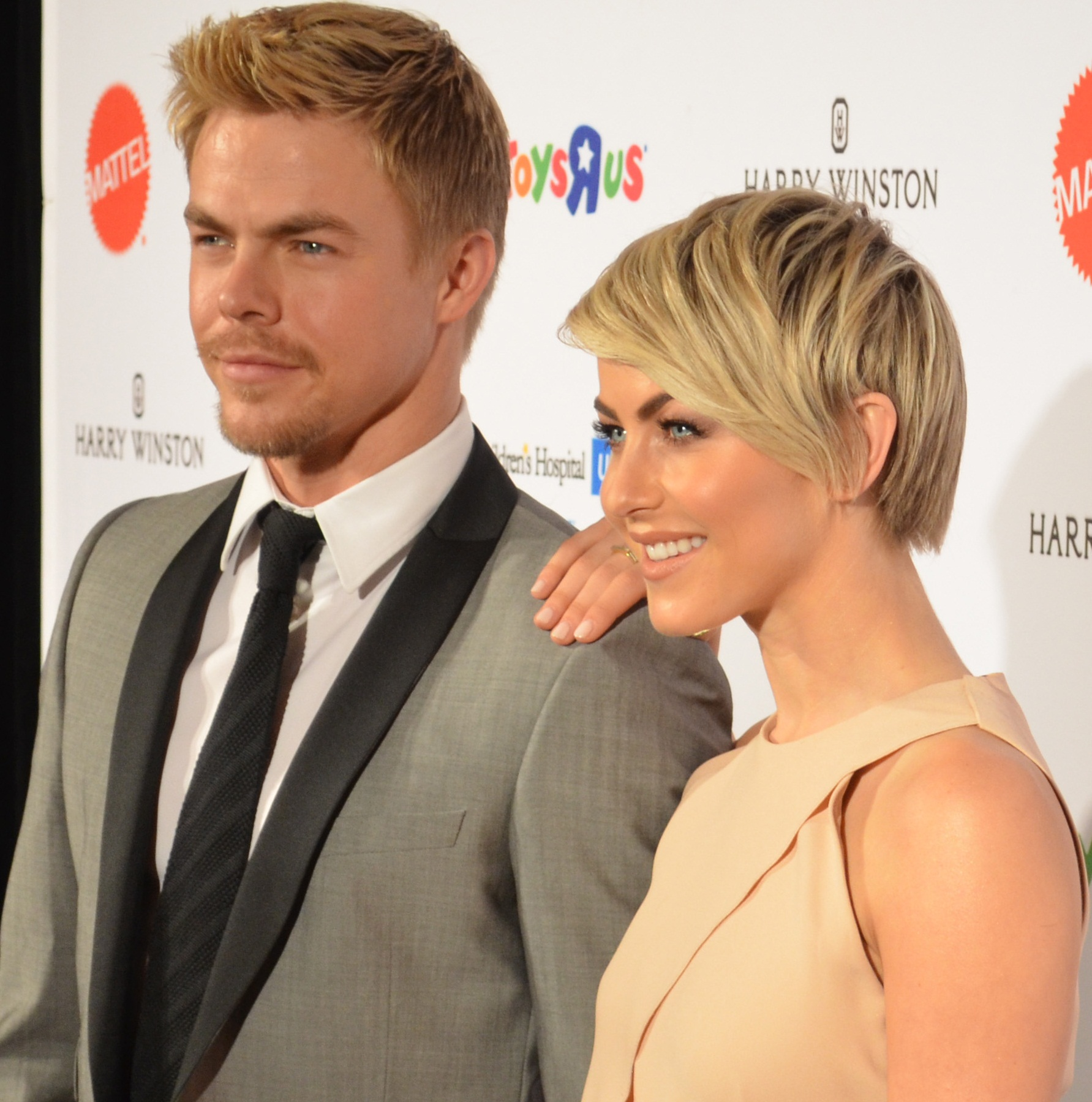
Hough con sua sorella Julianne nel 2014 al Kaleidoscope Ball

Hough vince diversi premi di ballo, soprattutto latino, fin dalla tenera età. Partecipa al programma di Bruno Tonioli di BBC One DanceX il 14 luglio 2007. Hough è coreografo e attore nel video musicale di Cheryl Cole, Parachute.
Il 18 aprile 2013, Hough annuncia l'inizio di una collaborazione con i pattinatori di danza su ghiaccio e campioni mondiali in carica Meryl Davis e Charlie White per la coreografia di uno dei loro programmi, basato sui ritmi del quickstep e foxtrot. La coppia di danzatori ha poi vinto la medaglia d'oro alle Olimpiadi di Sochi 2014 pattinando su questo programma.
Hough appare per la prima volta nel programma televisivo della ABC Dancing with the Stars, corrispettivo statunitense di Ballando con le stelle, nella sesta settimana della quarta stagione come un istruttore ospite per la coppia composta dalla sorella Julianne e il pattinatore Apolo Anton Ohno. In seguito si unisce al cast di ballerini professionisti nella quinta stagione partecipando con l'attrice Jennie Garth.
Il 22 settembre 2013 vinse l'Emmy Award per la miglior coreografia, successo che si ripeté il 12 settembre 2015.
L'8 marzo 2014, Hough, insieme alla sorella annuncia un tour di 40 tappe per gli Stati Uniti e il Canada, denominato Move Live on Tour, e che avrebbe incluso esibizioni di danza e canto da parte di entrambi.

## Carriera da attore
Hough interpreta Ren nel 2006 nel cast originale di Footloose: The Musical al West End. Debutta a Broadway l'8 gennaio 2010 in Burn the Floor per le ultime quattro esibizioni.
Dopo essere apparso in diversi cameo, il 25 aprile del 2011, Hough è ospite nella serie televisiva Better with You. Il 14 agosto 2014 viene annunciato che avrebbe fatto parte del cast di Nashville. Nel 2016 viene scelto come uno dei protagonisti del Musical Live “Hairspray Live” interpretando Corny Collins, il presentatore dell'omonimo show “Corny Collins Show”
Nel 2020-2021 Hough prende parte alla seconda stagione della serie "High School musical-the musical-the series", prodotta dalla Disney, e disponibile sulla piattaforma streaming Disney+. In questa serie interpreta il personaggio di Zack Roy, ex compagno scolastico della professoressa Jenn.

## Filmografia

### Cinema
- Harry Potter e la pietra filosofale (Harry Potter and the Philosopher's Stone), regia di Chris Columbus (2001)
- Rock of Ages, regia di Adam Shankman (2012)
- Make Your Move, regia di Duane Adler (2013)

### Televisione
- Better with You – serie TV, episodio 1x19 (2011)
- Nashville – serie TV, 5 episodi (2014-2016)
- Jane the Virgin – serie TV, episodio 2x18 (2016)
- Hairspray Live!, regia di Kenny Leon e Alex Rudzinski – film TV (2016)
- High School Musical: The Musical: La serie (High School Musical: The Musical: The Series) – serie TV, 3 episodi (2021)

### Videoclip
- Download - Lil' Kim feat. T-Pain e Charlie Wilson (2009)
- The Arena - Lindsey Stirling (2016)
- I Believe in You - Michael Bublé (2017)
- Between Twilight - Lindsey Stirling (2020)

## Programmi televisivi
- Dancing with the Stars – programma televisivo (2007-in corso) – ballerino professionista
- When I Was 17 – programma televisivo, episodio 2x35 (2011) – ospite
- Lip Sync Battle – programma televisivo, episodio 1x08 (2015) – concorrente
- World of Dance – programma televisivo (2017-2020) – giudice

## Teatrografia
- 2004: Jesus Christ Superstar – nel ruolo di Gesù
- 2006: Footlose – nel ruolo di Ren McCormack